# Destination vide
Ne doit pas être confondu avec Destination Vérité ou Destination vengeance.
Destination vide (titre original : Destination: Void) est un roman de science-fiction écrit par Frank Herbert en 1966.
Ce roman est une étude de la possibilité de créer l'aboutissement de l’Intelligence artificielle : la Conscience.
Contrairement à l’idée largement ancrée depuis les lois de la robotique d’Isaac Asimov, les machines pensantes ne veulent pas forcément le bien de l’humanité.[réf. souhaitée]

## Résumé
Un vaisseau spatial, baptisé la Nef, part pour un long voyage vers le système de Tau Ceti. À son bord, l'équipage composé de clones, croit participer à un programme de colonisation extra-terrestre. En réalité, ils font partie du Programme Conscience : une expérience visant à créer une conscience artificielle.
Les recherches informatiques menées sur Terre ont montré que les machines conscientes risquaient très vite de se rebeller contre leurs créateurs. Les expériences sont donc uniquement faites sur des machines précipitées à grande vitesse hors du système solaire.
La nef est à la fois un vaisseau et un ordinateur. Elle est programmée pour échouer dans sa mission de colonisation mais les clones humains qui la pilotent ne le savent pas et n'ont qu'une solution pour survivre : rendre l'ordinateur de bord assez intelligent pour les sauver.
S’ils échouent, les scientifiques humains enverront un nouveau vaisseau embarquant les mêmes clones mais avec la connaissance de toutes les expériences précédentes.
S’ils réussissent, l’humanité aura la preuve qu'elle peut créer un être plus intelligent qu’elle, mais au prix de sa propre liberté.

## Personnages
- Morgan Hempstead, directeur du Programme Conscience
- Les clones embarqués dans la nef :
  - John Lon Bickel, dit Bick
  - Raja Lon Flatterie, dit Raj, psychiatre-aumônier
  - Gerrill Lon Timberlake, dit Tim, ingénieur des équipements biofonctionnels
  - Prudence Lon Weygand, dit Prue, médecin

## Commentaire
- Ré-édité en 1978, Frank Herbert apporta quelques modifications qu'il décrit dans un épilogue de trois pages. Par exemple, ayant lu entre-temps le Frankenstein de Mary Shelley, il découvrit de nombreuses similitudes entre les deux histoires et accola un extrait de Frankenstein en guise d'introduction au récit. (Pocket, coll. Science-fiction no 5220, 1979)
- La série télévisée Ascension reprend une partie de l'intrigue de Destination vide, et surtout son dénouement. Une communauté est isolée dans un vaisseau durant plusieurs générations, dans l'espoir de voir naître des enfants dotés de pouvoirs psychiques... ce que les occupants du vaisseau ignorent. Dans le dénouement, l'expérience réussira au-delà des attentes initiales.